# Woongroep
Een woongroep is een groep van samenwonenden die gezamenlijk allerlei dagelijkse, huishoudelijke aangelegenheden verrichten (Van Dale). Van een woongroep spreken we als het gaat om ten minste drie personen, zonder dat er sprake is van een gezinsverband of liefdesrelaties. Het samenwonen in een groep in één woning of geclusterde woningen met gedeelde voorzieningen is meestal een bewuste keuze.
Woongroepen worden vaak verward met communes, waar men alles samen doet en alles samen deelt. In de meeste woongroepen is er echter een grote mate van zelfstandigheid van de bewoners. In de jaren 60 en 70 werden de eerste woongroepen gesticht in Nederland en Denemarken. In de jaren 80 ontstonden de eerste complexen met woongroepen.

## Vormen
Mensen kunnen kiezen om in een woongroep te leven vanwege sociale, ideologische, religieuze of financiële redenen. Een woongroep wordt ook wel een leefgemeenschap genoemd. Woongroepen kunnen zowel op zichzelf staan als in een groter verband. Ook kan een woongroep zowel (één of meerdere) huurwoning(en) als koopwoning(en) bewonen. In Nederland en België bestaan verschillende termen voor woongroepen, soms betreft het een organisatie, soms een verzamelnaam
- Samenhuizen (België)
- Gemeenschappelijk wonen (Nederland)

## Kraken
Veel ideologische woongroepen zijn in Nederland gesticht in de jaren 80 van de twintigste eeuw. Het kraken van leegstaande panden was toen in zwang, en veel van die panden werden gelegaliseerd, zoals De Groote Keijser in Amsterdam, die door de gemeente werd gekocht. De gemeente of een woningcorporatie knapte het pand op en ging het verhuren aan een woongroep. Rondom de legalisatieprocedure vormden de bewoners soms een vereniging, om als zodanig het pand te kunnen kopen voor bewoning door henzelf. Dat wil zeggen dat de vereniging de eigenaar werd van het pand. De leden besturen zichzelf, betalen contributie (huur) en zorgen voor het onderhoud. Dit is tevens een manier om het wonen betaalbaar te maken. In Nijmegen zijn een aantal historische panden bewaard gebleven, die al jaren leeg of op de slooplijst stonden.

## Zorgwoongroepen
Het wonen in een woongroep laat zich goed combineren met het delen van zorgvoorzieningen. De jaren 1990 en jaren 2000 laten een stijgende lijn zien in het aantal woongroepen voor ouderen en bejaarden. Ook zijn er steeds meer verstandelijk en lichamelijk beperkten die liever in een woongroep wonen dan in een instelling. Hier kunnen we onderscheiden in woongroepen in de instelling zelf en daarbuiten.